# 海扶医疗
海扶医疗 (英語：Haifu) 全称是重庆海扶医疗科技股份有限公司，是一家中国医疗器械公司，主要生产高强度聚焦超声等医疗器械。

## 历史
创建于1999年，2002年出口设备给牛津大学丘吉尔医院，2005年获得欧盟CE认证。2005年10月与重庆医科大学共同组建了国家超声医疗工程研究中心。